# Xampanyès
El xampanyès (en xampanyès: champaignat) és una llengua romànica pertanyent a les llengües d'oïl pròpia de la Xampanya d'altres zones limítrofes. Està pendent de confirmar-se'n l'extinció. Ha estat estudiada pels lingüistes Saubinet, Michel Tamine, Bernard Cerquiglini, Henry Bourcelot i Gerard Taverdet.

## Geografia
Es parlava concretament a França, a la Xampanya (regió administrativa de Champagne-Ardenne, llevat del municipi de Givet, on es parla el való), a Aisne (Picardia), Sena i Marne (Île-de-France) i a Yonne (Borgonya); i a cinc poblacions de Bèlgica: Membre, Bohan, Bagimont, Pussemange i Sugny.

## Parlants
No disposem de dades sobre els parlants del xampanyès. Els pocs que quedaven han minvat considerablement al llarg del segle xx. No hi ha constància de ningú que la tingui com a primera llengua, ni tan sols que la parli en el seu dia a dia. Aquesta seria, per a molts científics, un cas de llengua extingida.

## Sociolingüística
Com totes les llengües de França diferents al francès, el xampanyès ha restat prohibida des del 1700 al 2008, decret abolit amb la reforma de la constitució francesa. Ha viscut durant molts anys discriminada, ridiculitzada i en situació de diglòssia. Durant els segles xix i xx els nens eren castigats per parlar xampanyès a l'escola.

## Ensenyament
No és present a cap escola pública ni privada.

## Mitjans de comunicació
La minute champenoise (El minut xampanyès) va ser un programa de televisió en xampanyès que només dura un minut. Es va emetre durant l'any 2007 pel Canal 32, cadena local de Troyes i l'Aube.

## Normativització
No té cap normativa generalment acceptada. La tradició escrita en va fixant les convencions.

## Estatus legal
És reconeguda com a llengua regional endògena a Bèlgica, segons un decret de l'executiu de la Comunitat francesa adoptat el 1990. A França, no es beneficia de cap legislació a nivell general i la ratificació de la Carta europea de les llengües regionals o minoritàries resta bloquejada.

## Literatura
La literatura xampanyesa es compon de teatre, poesia i còmic. S'inicia el segle xi amb Rachi. Sens dubte, l'escriptor xampanyès més conegut és Chrétien de Troyes (segle xii). Amb obres com El cavaller del lleó, representa el màxim exponent de literatura en aquest idioma. També cal parlar dels escriptors Geoffroy Villehardouin i Jean Joinville. Destaca també El bon temps del carnestoltes de Clarmont, d'un autor desconegut. Després es van anar succeint obres que no han tingut tant de ressò. A partir del segle xvi no es coneix cap més obra escrita en xampanyès. La literatura xampanyesa ens ha deixat un llegat de nadales i actualment no hi ha cap escriptor que hi publiqui literatura.

## Publicacions
No es publiquen regularment llibres en xampanyès. A internet només és present en reculls sobre la llengua escrits en francès i no s'hi ha iniciat cap Viquipèdia. Actualment es publiquen quatre revistes en xampanyès:
- Lou Champaignat (El Xampanyès): revista semestral que recull contes, poemes, receptes de cuina i articles de temes diversos majoritàriament relacionats amb el patrimoni de la Xampanya, com ara història, toponímia o botànica.
- Parlure
- Champagne-Ardennes
- Terres Ardenneses

## Característiques[1]

### Fonètica
La síl·laba tònica sempre és la darrera.

#### Vocals
En l'evolució del llatí al xampanyès les vocals temàtiques desapareixen. Així, són freqüents les paraules acabades en consonant. Les e finals sense accentuar no es pronuncien.
Les vocals centrals baixes breus llatines [a] evolucionen a [ɛ], anterior semi baixa. Així, la Xampanya, que en llatí és Campannia [kam'pannia], en xampanyès es diu Champaigne [ʃam'pɛɲ].
laborare [laβo'ɾa:ɾe] > laibourer [lɛbu'ʀe] (treballar)
Les vocals seguides d'ena o ema no es nasalitzen, així la síl·laba in es pronuncia [in].

#### Consonants
La r es pronuncia fent vibrar l'úvula [ʀ].
Sovint apareixen a principi de mot consonants palatalitzades; és a dir, que es pronuncien prement la llengua contra el paladar, com passa en català amb lluna i nyicris. La palatalització es marca amb una y:
- [tʲ] oclusiva dental sorda palatal → tyoche [tʲɔʃ] (campana)
- [dʲ] oclusiva dental sonora palatal → dyèce [dʲɛs] (glaç)

Corresponen a l'evolució dels grups inicials llatins [cl] > [tʲ] i [gl] > [dʲ]. Així, clocca (campana) evoluciona a tyoche i glacies (glaç) a dyece.

### Gramàtica
Hi ha un article definit, que en masculí singular és lou, pronunciat [lu].

### Lèxic
Dues paraules per a dir sopar: marander i dègner.

## Dialectologia
Marcada sobretot el segle xx per la dissolució lingüística amb el francès. Com que són llengües tan semblants es produeixen moltes interferències. Haute-Marne, al sud del domini lingüístic, és en molts aspectes zona més conservadora. A l'àrea de Troyes i Reims, situada a l'extrem nord, es localitzen els parlars més innovadors, sobretot pel que fa a la pronúncia.
Henry Bourcelot deia ja als anys setanta del segle xx que, en general, els parlants ja havien perdut la major part dels trets més característics de l'idioma. Així, els darrers parlants ja nasalitzaven les vocals, no palatalitzaven les t ni les d, l'article ja era le i el lou només l'usaven ocasionalment. Avui dia, només resten algunes paraules i expressions típiques, i el xampanyès s'ha convertit en una simple variant del francès.